# Якимов, Олег Дмитриевич
Якимов Олег Дмитриевич (19 ноября 1934, Якутия — 14 июня 2019) — советский и российский журналист, учёный и общественный деятель, доктор исторических наук, профессор, академик Международной академии информатизации, профессор кафедры журналистики Северо-Восточного федерального университета.

## Биография
В 1952 г. окончил Мухтуйскую среднюю школу (ныне школа N 1 г. Ленска), в 1957 г. — филологическое отделение Историко-филологического факультета Иркутского государственного университета, в 1980 г. — Академию общественных наук при ЦК КПСС.
В 1980 г. путём соискательства защитил в г. Москве диссертацию на соискание ученой степени кандидата исторических наук по теме «Пути повышения эффективности интернационального воспитания средствами печати (На опыте автономных республик, областей зоны БАМа)», в 1991 г. — диссертацию на соискание ученой степени доктора исторических наук по теме «Формирование системы печати в национальных регионах Сибири и Дальнего Востока и её развитие в условиях обновления советской Федерации».
Во время учёбы в Иркутском госуниверситете О. Д. Якимов специализировался по журналистике и после окончания университета работал в редакции районной газеты в с. Мухтуя (ныне г. Ленск), откуда за проявленные способности к журналистике был переведен в 1964 г. на работу заведующим отделом редакции республиканской газеты «Социалистическая Якутия». В 1970 г. был назначен редактором этой газеты, которую и возглавлял до перехода в 1990 г. на работу в Якутский государственный университет.
Изучает процессы, происходившие в печати Якутии и Восточной Сибири в XIX—XX вв. По этой теме он защитил сначала кандидатскую, а потом докторскую диссертации в г. Москве.

## Труды
В 1995 г. одна из его работ была отмечена в числе лучших на Международной презентации в г. Сиднее (Австралия). Другая его работа получила высокую оценку на конкурсе научных работ в Лондоне. В 2001 г. на Международной книжной ярмарке во Франкфурте-на-Майне с успехом демонстрировалась его, получившая известность в России и за рубежом книга «Печать национальных регионов Сибири и Дальнего Востока. От возникновения до наших дней». Высокую оценку получило фундаментальное исследование «Очерки истории печати Якутии. От Февраля 1917 года до краха КПСС».
Книги, учебные пособия, написанные профессором О. Д. Якимовым, используются в обучении студентов университетов России и зарубежья. Содержащиеся в них идеи развиты в его докладах на научных конференциях в России, а также в США, Англии, Германии, Корее, Кубе, Монголии, Польше, Чехословакии.
Профессор О. Д. Якимов является также специалистом по истории православия в США, в частности деятельности святителя народов Аляски и северо-восточной Азии Иннокентия Вениаминова. Он вернул из небытия имена многих православных священников и миссионеров, рассказав о них более чем в двух десятках своих работ и в докладах на научных конференциях в России, а также в США и Великобритании.
Создал специализацию «Журналистика» в ЯГУ, преобразованной затем в специальность с открытием выпускающей кафедры, что положило начало подготовке в Якутии профессиональных журналистских кадров, в том числе для СМИ на якутском языке и языках малочисленных народов Севера.
О. Д. Якимов, избирался членом правления Союза журналистов СССР, выезжал за рубеж в качестве главы официальных делегаций журналистов СССР и РФ.

## Награды
- Почетный работник высшего образования Российской Федерации;
- Заслуженный работник культуры Якутской АССР;
- Отличник печати Республики Саха (Якутия);
- Лауреат республиканской премии «За вклад в развитие журналистики Якутии»;
- Медаль «За Доблестный Труд»;
- Орден «Знак Почёта»;
- Орден Трудового Красного Знамени;
- Государственный орден Монгольской Народной Республики;

медаль "За доблестный труд в Великой Отечественной войне 1941-1945 г.г.";
медаль "Ветеран труда" (государственная награда СССР);
- Знак «За заслуги перед российской журналистикой»;
- Знак «Гражданская доблесть»;
- Именная международная золотая медаль «За выдающийся вклад в мировой гуманизм».

## Цифры
- 4 раза избирался депутатом Верховного Совета Якутской АССР;[1]
- 32 года проработал в журналистике;[1]
- 21 год был редактором газеты «Социалистическая Якутия».[1]
- 16 лет возглавлял Союз журналистов Якутии.[1]

## Цитаты
На вопрос: Журналистика больше мужская профессия или женская? Олег Якимов ответил: По сути — мужская. По факту — женская.